# Merle Oberon
Merle Oberon (Bombay, 19 de febrero de 1911-Malibú, 23 de noviembre de 1979), registrada al nacer como Estelle Merle O'Brien Thompson, fue una actriz de cine británica, destacada en la Época de Oro de Hollywood.

## Biografía
Nacida en la India británica, Merle no viajó a Inglaterra hasta 1928. Empezó trabajando en un club con el nombre artístico Queenie O'Brien y trabajó en algunas películas menores. Su primer papel importante fue el de Ana Bolena en la película La vida privada de Enrique VIII (1933), en la que trabajó junto a Charles Laughton. En 1934 protagonizó junto a Leslie Howard La pimpinela escarlata.
La carrera de Oberon cambió a raíz de su matrimonio con el director Alexander Korda, que fue quien la persuadió para que se cambiara el nombre por el que la hizo famosa. En 1935 protagonizó Ángel en tinieblas, película que le valió la nominación al premio Óscar a la mejor actriz. En 1937 Merle fue elegida para encarnar a Mesalina en la película Yo, Claudio que iba a dirigir su marido; pero la actriz sufrió un accidente de tráfico, lo cual, unido a varios contratiempos, obligó a cancelar el proyecto. Como secuelas de accidente le quedaron cicatrices en la cara, un defecto que pudo terminar con su carrera; pero un hábil uso de maquillaje y luces le ayudó a encubrirlo en sus filmes posteriores.
En 1939 Merle Oberon fue Cathy en el filme Cumbres borrascosas junto a Laurence Olivier. Fue una actriz asidua en papeles históricos: en 1945 interpretó a George Sand en A Song to Remember y en 1954 fue la emperatriz Josefina en la película Desirée junto a Marlon Brando, quien interpretaba a Napoleón Bonaparte.
En 1954 intervino en el cine español: rodó Todo es posible en Granada, con Paco Rabal, bajo dirección de José Luis Sáenz de Heredia. El filme se proyectó en el Festival de cine de Cannes.
En 1966 participó en el drama The Oscar, ambientado en el mundillo de Hollywood y de los famosos premios de la Academia, con un plantel de lujo: Stephen Boyd, Tony Bennett, Ernest Borgnine, Joseph Cotten...
La actriz se divorció de Korda en 1945 y se casó en tres ocasiones más. Falleció de un accidente cerebrovascular a la edad de 68 años.

## Filmografía
| - The Three Passions (1928) - A Warm Corner (1930) - Alf's Button (1930) - Never Trouble Trouble (1931) - The W Plan (1931) - Fascination (1931) - For the Love of Mike (1932) - Reserved for Ladies (1932) - Ebb Tide (1932) - Aren't We All? (1932) - Wedding Rehearsal (1932) - Men of Tomorrow (1932) - Strange Evidence (1933) - La vida privada de Enrique VIII (1933) - The Battle (1934) - The Private Life of Don Juan (1934) - The Broken Melody (1934) - The Scarlet Pimpernel (1934) - Folies Bergère de Paris (1935) - The Dark Angel (1935) - Esos tres (1936) - Beloved Enemy (1936) - I, Claudius (1937, inacabada) - The Divorce of Lady X (1938) - The Cowboy and the Lady (1938) - Cumbres borrascosas (1939) - Over the Moon (1939) | - The Lion Has Wings (1939) - 'Til We Meet Again (1940) - Lo que piensan las mujeres (1941) - Affectionately Yours (1941) - Lydia (1941) - Forever and a Day (1943) - Stage Door Canteen (1943) - First Comes Courage (1943) - The Lodger (1944) - Dark Waters (1944) - Canción inolvidable (1945) - This Love of Ours (1945) - A Night in Paradise (1946) - Temptation (1946) - Night Song (1948) - Berlin Express (1948) - 24 Hours of a Woman's Life (1952) - Pardon My French (1952) - Todo es posible en Granada (1954) - Desirée (1954) - Deep in My Heart (1954) - The Price of Fear (1956) - Of Love and Desire (1963) - The Oscar (1966) - Hotel (1967) - Interval (1973) |

## Premios y distinciones
Premios Óscar
| Año  | Categoría    | Película                  | Resultado |
| ---- | ------------ | ------------------------- | --------- |
| 1936 | Mejor actriz | El ángel de las tinieblas | Nominada  |